# تپه باش بولاغ
تپه باش بولاغ مربوط به سده‌های میانه دوران‌های تاریخی پس از اسلام است و در شهرستان مراغه، بخش سراجو، دهستان سراجوی جنوبی، ۱/۶ کیلومتری روستای کوسه صفر واقع شده و این اثر در تاریخ ۱۸ اسفند ۱۳۸۷ با شمارهٔ ثبت ۲۵۲۲۴ به‌عنوان یکی از آثار ملی ایران به ثبت رسیده است.